# KDE Connect
KDE Connect is een toepassing voor meerdere platforms ontwikkeld door KDE, die draadloze communicatie en gegevensoverdracht tussen apparaten via lokale netwerken mogelijk maakt. KDE Connect is beschikbaar in de repositories van veel Linux-distributies en F-Droid, Google Play Store voor Android. Vaak bundelen distributies KDE Connect in hun KDE Plasma-desktopvariant. KDE Connect is opnieuw geïmplementeerd in de GNOME-bureaubladomgeving als GS Connect, dat kan worden verkregen uit de Gnome Extension Store.

## Mechanisme
KDE Connect gebruikt verschillende D-Bus-interfaces van UI-bibliotheken voor elk specifiek besturingssysteem voor zijn werking.

## Functies
- Gedeeld klembord: kopiëren en plakken tussen telefoon en computer (of een ander apparaat)
- Meldingssynchronisatie: lees en beantwoord Android-meldingen vanaf het bureaublad
- Deel bestanden en URL's direct van het ene apparaat naar het andere, inclusief enige bestandssysteemintegratie
- Multimedia-afstandsbediening: een telefoon kan worden gebruikt als afstandsbediening voor mediaspelers op Linux.
- Virtueel touchpad: het scherm van een telefoon kan dienen als touchpad en toetsenbord voor een computer.
- Afstandsbediening voor presentaties: presentatiedia's kunnen rechtstreeks vanaf een telefoon worden bediend.[14][15][16][17][18][19][20]

## Versleuteling
KDE Connect gebruikt het TLS-coderingsprotocol (Transport Layer Security) voor communicatie. Het gebruikt SFTP om apparaten te koppelen en bestanden te verzenden.